# Grupo Servicios Junín

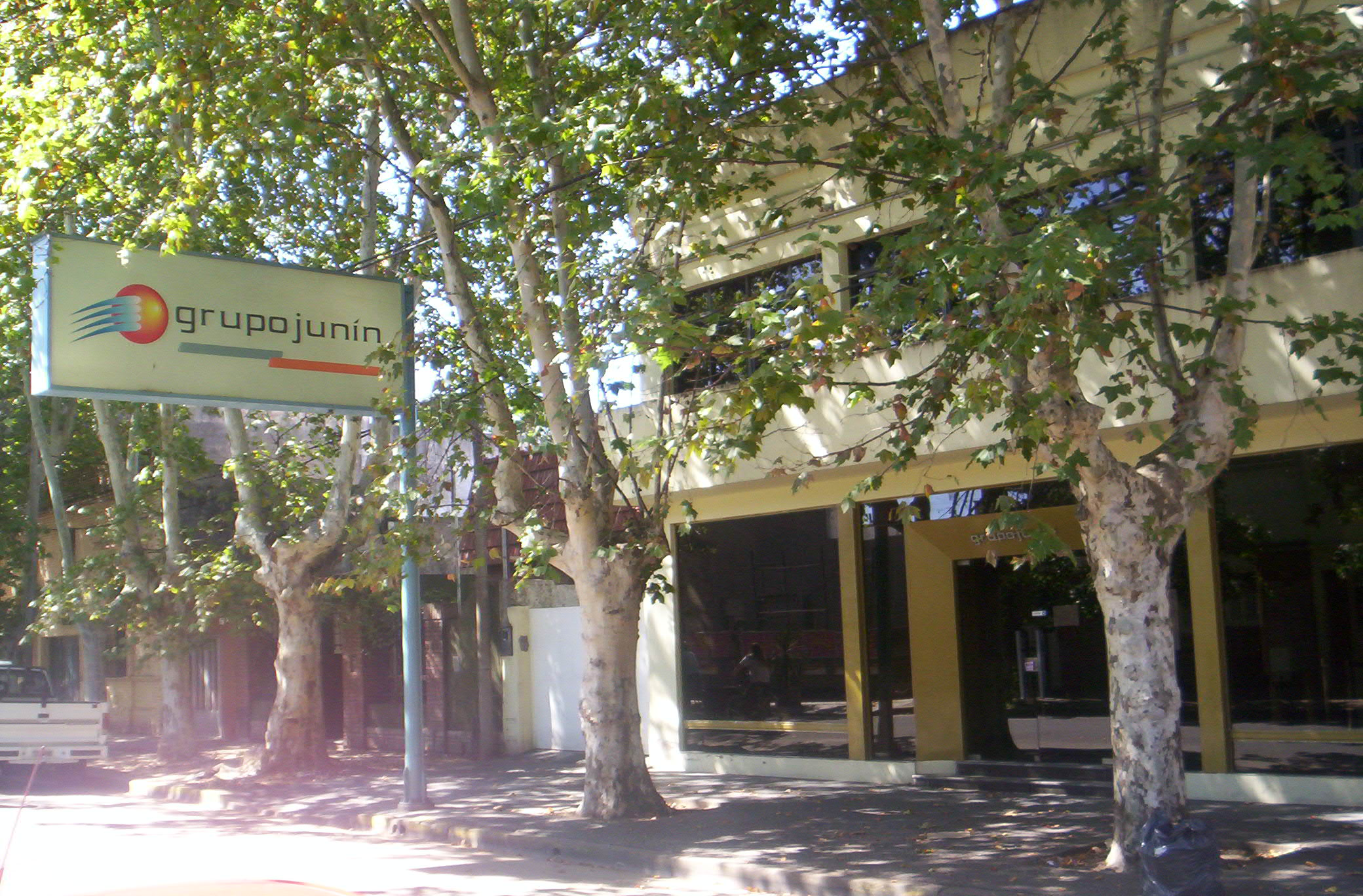
Sede de la empresa Grupo Servicios Junín, en Junín, Argentina.

Grupo Servicios Junín Sociedad Anónima es una empresa que brinda acceso a Internet por banda ancha, telefonía por IP, gas natural, servicios sanitarios, catastro digital y seguimiento satelital de vehículos.
Tiene sede en Junín, Argentina y es una novedosa experiencia de sociedad anónima con participación mayoritaria del Estado municipal, dado que el 90% de las acciones pertenecen a la Municipalidad de Junín.
Nació en 1992 únicamente como proveedora de gas natural. Luego fue incorporando la prestación de otros servicios, por lo que en 2005 tomó su denominación actual.

## Historia
En 1992, durante la gestión del intendente Abel Miguel, la municipalidad de Junín creó el organismo descentralizado "Administración Gas Junín", para encargarse del servicio de gas natural.
En 1994 se transformó en sociedad anónima con participación estatal mayoritaria, bajo la denominación "Servicio Gas Junín Sociedad Anónima". Contaba en ese momento con sólo 1.200 usuarios y 120.000 metros de red.
En 1999 inaugura sus nuevas oficinas, ubicadas en Coronel Suárez 27, en pleno centro comercial de Junín.
En 2000, y dado el afianzamiento logrado en la comunidad, la empresa decide incursionar en nuevos emprendimientos. Comienza entonces con la prestación de servicios de facturación, gestión de deuda y cobranza de los servicios sanitarios de la municipalidad de Junín.
En 2004, con el intendente Mario Meoni al frente del municipio, se emprenden nuevos proyectos. El más ambicioso e importante tanto por su significado social como estratégico, fue el de telecomunicaciones, con el objetivo de brindar acceso a Internet y telefonía de avanzada a costos razonables.
En 2005, y dado que ya brindaba diferentes servicios además de la distribución de gas natural, la empresa tomó su denominación actual: "Grupo Servicios Junín S. A.".
En 2009, y merced a un acuerdo suscripto con la Cooperativa Fraterna y Banco Credicoop Cooperativo Limitado Archivado el 8 de febrero de 2011 en Wayback Machine., suma un nuevo servicio a su menú de prestaciones a usuarios: la tarjeta de crédito Fraterna Grupo Junín.
En 2016 y teniendo en cuenta el resultado del ejercicio 2015, cuando estaba al frente del municipio el intendente Mario Meoni la empresa se encontraba en situación técnica de ser disuelta, por tener patrimonio neto negativo. En ese mismo año los nuevos directores de la empresa realizaron una denuncia penal para pedir que se investiguen manejos irregulares detectados por una auditoría.

## Accionistas
El capital accionario está compuesto de esta manera:
- 90% Municipalidad de Junín
- 5% Sociedad Comercio e Industria de Junín
- 5% Asociación Mutual Empleados Municipales de Junín

## Telecomunicaciones

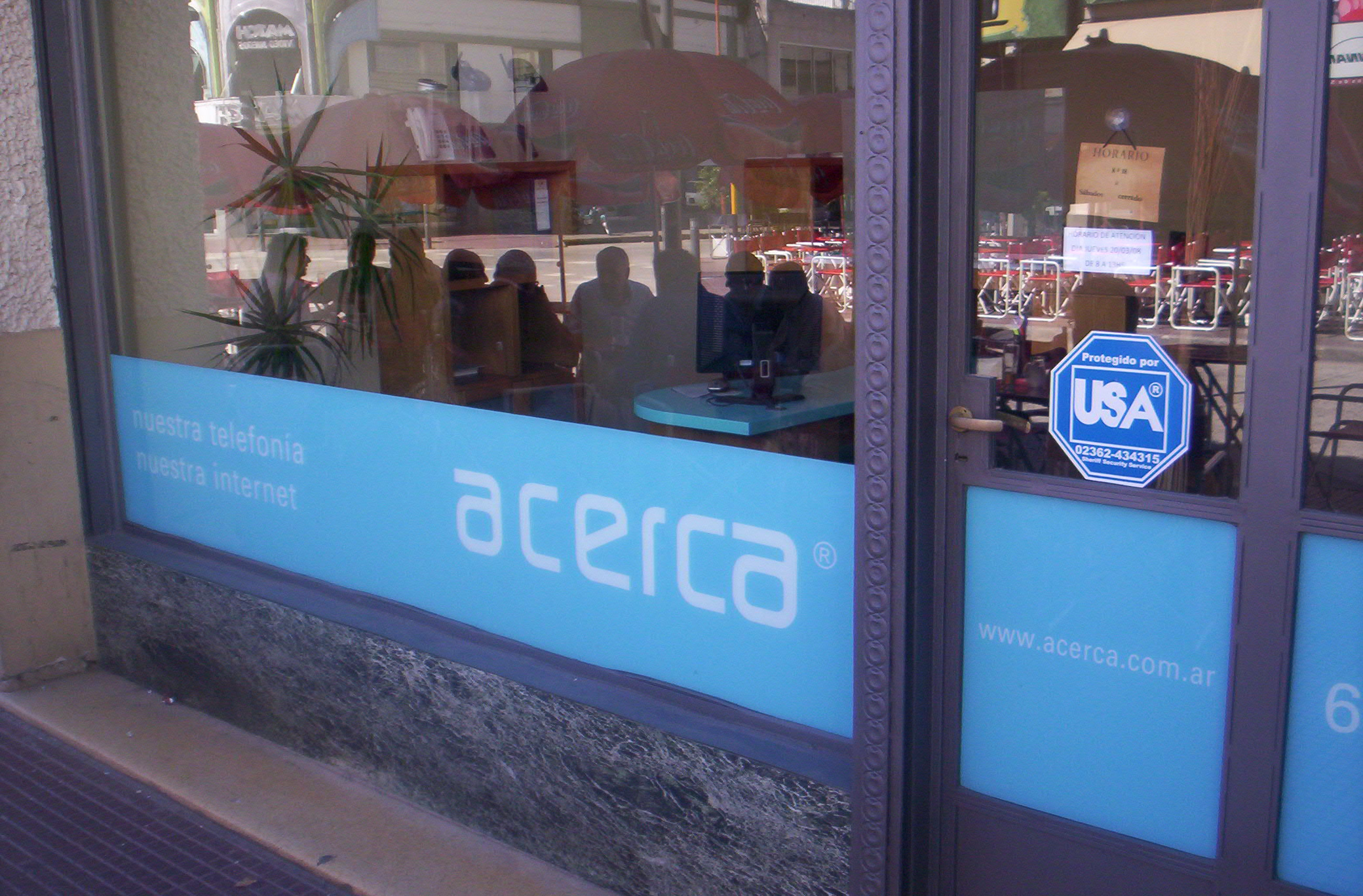
Oficina comercial de Acerca, la banda ancha de la empresa Grupo Servicios Junín.

Es el proyecto más ambicioso e importante de la empresa, orientado a brindar una alternativa de competencia en el mercado de Junín. La iniciativa nació a partir de la decisión de los accionistas de ampliar la gama de servicios de la empresa. Comprende tecnología de avanzada para brindar acceso a Internet por banda ancha y telefonía por IP.
Durante los primeros meses de 2007 se realizó el cableado con fibra óptica en unas 300 manzanas céntricas (aproximadamente el 10% de la ciudad). El 28 de mayo la empresa dio a conocer el nombre comercial del servicio de acceso a Internet: "Acerca", y realizó una prueba en la Sociedad Comercio e Industria de Junín.
El 1 de junio, el Grupo Servicios Junín realizó la presentación oficial de Acerca, y el 4 de junio inauguró sus oficinas comerciales en Roque Sáenz Peña 145, en pleno centro comercial de Junín. Dos meses después, ya había alcanzado los 500 abonados.
El 8 de octubre de 2007, la empresa dio otro gran paso al presentar su servicio de telefonía por IP. La numeración asignada por los organismos nacionales competentes resultó ser a partir del 630000, por lo tanto, todos los números de Acerca para al telefonía fija comienzan con 63. Mientras que su numeración asignada para los servicios de llamadas gratuitas es 0800-187- y a elección por el cliente el resto del número.

## Gas natural
Es el servicio con el cual la empresa comenzó a operar, en 1994. En ese entonces contaba con 1.200 usuarios y sólo 120.000 metros de red de distribución, construidos por la municipalidad. Luego se agregaron 100.000 metros más, también realizados por el municipio. Posteriormente se inició la extensión a través de consorcios vecinales, alcanzando a fines de 2004 17.500 usuarios y 490.000 metros de red, abarcando prácticamente toda la ciudad.
La empresa ha realizado gestiones que finalmente introdujeron reformas en el marco regulatorio que permitieron optimizar las condiciones de prestación para todos los subdistribuidores de Argentina. Como operador reconocido, se integra al Instituto Subdistribuidores de Gas de Argentina (ISGA) participando activamente en su desarrollo y ocupando la presidencia a través del gerente general de la empresa.
Dadas las características sociales de la empresa, sus usuarios poseen beneficios adicionales por sobre lo establecido en el reglamento del servicio. Por ejemplo se los exceptúa de pagar el cargo por conexión fijado por el Ente Nacional Regulador del Gas (ENaRGas) y se les entrega gratuitamente los elementos para la conexión del servicio.

## Servicios sanitarios
El Grupo Servicios Junín realiza la facturación completa de la tasa por servicios sanitarios, incluyendo a los usuarios con el servicio medido. 

## Ubicación
La empresa tiene su sede en la calle Coronel Suárez 27, a 2 cuadras de la Plaza 25 de Mayo, en pleno centro comercial de Junín. Acerca, la banda ancha del Grupo Servicios Junín, tiene su oficina comercial en la calle Roque Sáenz Peña 145, junto a la Dirección de Turismo y al Museo Municipal de Arte Ángel María de Rosa.